# Real Sport Club (Tramandaí)
Real Sport Club é um clube-empresa de futebol da cidade de Tramandaí no litoral norte do Rio Grande do Sul. Manda seus jogos no Estádio Módulo Esportivo. Atualmente, disputa a Divisão de Acesso do Gauchão.

## História
Fundado em 2005, a equipe se profissionalizou em 2015, e no ano de 2017 disputou a Copa FGF. Em 2018 estreou na Terceira Divisão do Campeonato Gaúcho sendo eliminado nas quartas de final. Na Copa FGF 2018 foi eliminado nas quartas-de-final pelo Ypiranga de Erechim. Na Terceira Divisão de 2019, novamente, se despediu nas quartas de final, já na Copa FGF de 2019 foi eliminado pelo Internacional B nas oitavas de final. 
Entre 2020 e 2022, a Pandemia de COVID-19, atrapalhou o planejamento do clube, que não disputou torneios oficiais neste período. 
Em 2023, retornou as competições, disputando a Terceira Divisão do Gauchão, caindo na primeira fase; e a Copa FGF, onde também se despediu de forma precoce. Em 2024, mais uma vez, jogou a Série B, estando no grupo A, ao lado de Gramadense, APAFUT e Guarani-VA. Garantiu o acesso inédito para a Série A2 de 2025, ao derrotar o Riograndense, nas semifinais, por 2x0, no placar agregado. Na final, acabou superado pelo Gramadense, ficando com o vice-campeonato.
Em 2025, disputou, pela primeira vez, a Divisão de Acesso do Gauchão.
Porém, a campanha foi muito abaixo das demais equipes. Em 13 jogos, o Real somou apenas dois pontos, em empates contra Glória e União Frederiquense.
Em 23 de julho de 2025, na penúltima rodada, o Real teve o seu rebaixamento para a Terceira Divisão de 2026 decretado matematicamente, após a derrota, em casa, por 3 a 0, para o Novo Hamburgo.

## Categorias de base
Em 2023, mostrou sua força no Gauchão Sub-20 - Série A2, conquistando o acesso, contra o Esportivo em plena   Montanha dos Vinhedos e posteriormente o título, vencendo o Futebol com Vida SAF na decisão.
Em 2024, participou do Gauchão sub-20 Série A1 pela primeira vez. Apesar da campanha inconsistente, o clube conseguiu garantir a permanência na elite, após uma vitória contra o Novo Hamburgo na última rodada.
Em 2025, fez história na elite do Campeonato Gaúcho sub-20, ao bater o Novo Hamburgo e garantir a classificação para as semifinais do torneio, e também, uma vaga histórica para a Copa São Paulo de Futebol Júnior de 2026, a maior competição de base do Brasil. Na semifinal, acabou sendo eliminado para o Internacional, com derrota por 1 a 0 nos dois jogos.

## Títulos
- Campeonato Gaúcho de Futebol Sub-20 - Série A2 (2023)

## Campanhas de destaque
- Campeonato Gaúcho de Futebol de 2024 - Série B (vice-campeão e promovido)
- Campeonato Gaúcho de Futebol sub-20 de 2025 - Série A1 (semifinalista e classificado para a Copa São Paulo de Futebol Júnior 2026)

## Desempenho

#### Profissional
*Competição em andamento
Legenda:
| Promovido à Divisão de Acesso Rebaixado à Série B |

### Sub-20
Legenda:
| Campeão do Gauchão Sub-20 - Série A2 e promovido à Série A1 |